# Musicology (álbum musical de Prince)

Musicology é o vigésimo oitavo álbum de estúdio do cantor americano Prince . O álbum foi entregue aos espectadores em sua Musicology Tour, de 27 de março a 9 de setembro de 2004, na América do Norte. Um lançamento digital ocorreu dois dias depois que sua turnê começou em 29 de março de 2004. A versão de varejo física foi lançada em 19 de abril de 2004 (Europa) e 20 de abril de 2004 (EUA) pela NPG Records e distribuída pela Columbia Records . Musicology foi o primeiro álbum em cinco anos (dez como Prince) que Prince lançou através de uma grande gravadora ( Sony Music ) e, sendo parcialmente gravado em Mississauga, Ontário, Canadá, foi o primeiro a ser gravado fora de Minneapolis em muitos anos. A musicologia tem como tema o R&B.
Recebendo críticas geralmente positivas dos críticos de música, Musicology provou ser o disco de maior sucesso de Prince em anos, chegando ao número três na Billboard 200 e alcançando o top 10 em dez outros países. Foi o primeiro álbum de Prince a entrar nas paradas dos EUA desde The Rainbow Children (2001).
Prince ganhou o Grammy de Melhor Performance Vocal de R&B Tradicional por "Musicology" e Melhor Performance Vocal de R&B Masculino por " Call My Name ". Em janeiro de 2005, Musicology foi certificado com dupla platina pela Recording Industry Association of America (RIAA). Na época do lançamento, Prince foi citado dizendo que desejava que o disco fornecesse educação musical aos ouvintes.

## Desempenho comercial
Musicology rapidamente provou ser o álbum de maior sucesso de Prince desde Diamonds and Pearls, alcançando o Top 5 nos Estados Unidos, Reino Unido e Alemanha e causando uma impressão significativa nas paradas de todo o mundo. Ele também provou ser bem recebido pelos críticos de música. A faixa-título só foi lançada como single na Austrália, onde teve um sucesso moderado nas paradas e airplay. No entanto, também foi um sucesso nas paradas de R&B dos EUA através do airplay. O álbum foi certificado de platina pela The RIAA em junho de 2004 e foi certificado de platina dupla no final de janeiro de 2005.
Parte do sucesso do álbum nas paradas deveu-se aos espectadores que receberam uma cópia de Musicology, com o custo do álbum incluído no preço do ingresso para a Musicology Tour . Isso levou a revista Billboard e a Nielsen SoundScan a mudar sua metodologia de dados de gráficos. Para futuros lançamentos de álbuns, a Billboard disse que os clientes "devem ter a opção de adicionar o CD à compra do ingresso ou renunciar ao CD por um preço reduzido apenas para o ingresso". Uma edição em vinil roxo foi lançada em fevereiro de 2019.

## Recepção da Crítica
O Musicology recebeu críticas geralmente positivas dos críticos de música . Em sua crítica para o The Village Voice, o crítico Robert Christgau disse que após as músicas de abertura do álbum, "choques agradáveis espreitam perto da superfície e vão contra o fluxo do material de qualidade, e quase tudo traz retorno". Em uma crítica menos entusiasmada, a revista Mojo achou que foi melhor produzido e executado do que foi escrito.

## Elogios
Prince ganhou dois prêmios Grammy, por Melhor Performance Vocal R&B Tradicional (" Musicology ") e Melhor Performance Vocal R&B Masculina (" Call My Name "), e foi indicado para Melhor Performance Vocal Pop Masculina (" Cinnamon Girl "), Melhor Canção de R&B (premiada ao compositor) ("Call My Name") e Melhor Álbum de R&B ( Musicologia ). Prince foi escolhido pelos leitores da revista Rolling Stone como o melhor artista masculino e o retorno mais bem-vindo.

## Tour
Prince viajou pela América do Norte de 27 de março a 9 de setembro de 2004 para promover a musicologia . A turnê foi muitas vezes anunciada como Musicology Live 2004ever, ou mais comumente, Musicology Tour. A turnê rendeu US$ 87,4 milhões e foi assistida por 1,47 milhão de fãs Embora a turnê tenha promovido Musicology, apenas algumas faixas selecionadas do álbum foram tocadas durante os shows. A faixa-título, " Musicology ", e os dois singles, " Call My Name " e " Cinnamon Girl ", estavam entre eles. A turnê contou com muitas das faixas mais famosas de Prince, como " Little Red Corvette ", " Raspberry Beret ", " Kiss " e " Purple Rain ". Uma cópia do Musicology foi incluída em cada bilhete de concerto vendido.

## Lista de músicas
Todas as faixas escritas por Prince .
| N.º | Título                                | Duração |  |
| 1.  | "Musicology"                          |         |  |
| 2.  | "Illusion, Coma, Pimp & Circumstance" |         |  |
| 3.  | "A Million Days"                      |         |  |
| 4.  | "Life 'o' the Party"                  |         |  |
| 5.  | "Call My Name"                        |         |  |
| 6.  | "Cinnamon Girl"                       |         |  |
| 7.  | "What Do U Want Me 2 Do?"             |         |  |
| 8.  | "The Marrying Kind"                   |         |  |
| 9.  | "If Eye Was the Man in Ur Life"       |         |  |
| 10. | "On the Couch"                        |         |  |
| 11. | "Dear Mr. Man"                        |         |  |
| 12. | "Reflection"                          |         |  |

## Pessoal
- Prince – todos os vocais e instrumentos, exceto conforme indicado
- Candy Dulfer – vocais em "Life 'o' the Party" e "Cinnamon Girl", saxofone em "Life 'o' the Party", trompas em "The Marrying Kind", "If Eye Was the Man in Ur Life" e " No sofá"
- Chance Howard - vocais em "Life 'o' the Party", "Call My Name" e "Cinnamon Girl"
- Stokley - vocais em "Call My Name"
- Kip Blackshire - vocais em "Call My Name"
- Clare Fischer - cordas em "Call My Name"
- Rhonda Smith – vocais em "Cinnamon Girl", baixo em "Dear Mr. Man"
- John Blackwell - bateria em "The Marrying Kind", "If Eye Was the Man in Ur Life", "On the Couch" e "Dear Mr. Man"
- Maceo Parker - chifres em "The Marrying Kind", "If Eye Was the Man in Ur Life" e "On the Couch"
- Greg Boyer - chifres em "The Marrying Kind", "If Eye Was the Man in Ur Life" e "On the Couch"
- Ornella Bonaccorsi – Discurso italiano sobre "What Do U Want Me 2 Do?"
- Sheila E. - shaker em "Dear Mr. Man"
- Renato Neto – Fender Rhodes em "Dear Mr. Man"

## Singles
- " Musicology " (#25 US Bubbling Under, #3 US R&B)
- " Call My Name " (# 75 EUA)
- " Garota Canela " (Reino Unido)